# Нимиц, Мэтью
Мэ́тью Ни́миц (англ. Matthew Nimetz; род. 17 июня 1939, Бруклин, Нью-Йорк, США) — американский юрист и дипломат, специальный представитель ООН в споре об именовании между Грецией и Македонией (c 1999 года).

## Биография

### Образование
В 1956 году окончил государственную среднюю школу в Бруклине.
В 1960 году окончил Уильямс-колледж со степенью бакалавра искусств.
Будучи лауреатом стипендии Родса, окончил Баллиол-колледж Оксфордского университета со степенями бакалавра искусств (1962) и магистра искусств (1966).
В 1965 году получил степень бакалавра права на юридическом факультете Гарвардского университета.

### Карьера
В 1965—1967 годах — секретарь члена Верховного суда США Джона Маршалла Харлана II.
В 1967—1969 годах — помощник по кадровым вопросам президента США Линдона Джонсона.
В 1969—1977 годах — сотрудник юридической фирмы «Simpson Thacher & Bartlett» в Нью-Йорке.
В 1974—1975 годах — сотрудник канцелярии избранного губернатора штата Нью-Йорк Хью Кэри.
В 1975—1977 годах — комиссар Портового управления Нью-Йорка и член Консультативного совета по вопросам здравоохранения штата Нью-Йорк.
В 1977—1980 годах — советник при Государственном департаменте США. В этот период занимался Кипрским конфликтом, проблемами в Восточном Средиземноморье, включая споры между Грецией и Турцией (см. Эгейский вопрос), реализацией Хельсинкского заключительного акта и другими проблемами в Восточной/Центральной Европе, вопросом сооружения государственной границы между США и Мексикой, обсуждением условий о статусе Микронезии и др.
В феврале—декабре 1980 года — помощник государственного секретаря по вопросам безопасности, науки и технологии. В этот период, кроме прочего, осуществлял контроль над политикой США в странах Восточного Средиземноморья и Восточной Европы.
В 1981 году, с уходом президента Джимми Картера, вернулся в частный сектор. Работал в юридической фирме «Paul, Weiss, Rifkind, Wharton & Garrison» и инвестиционной компании «General Atlantic».

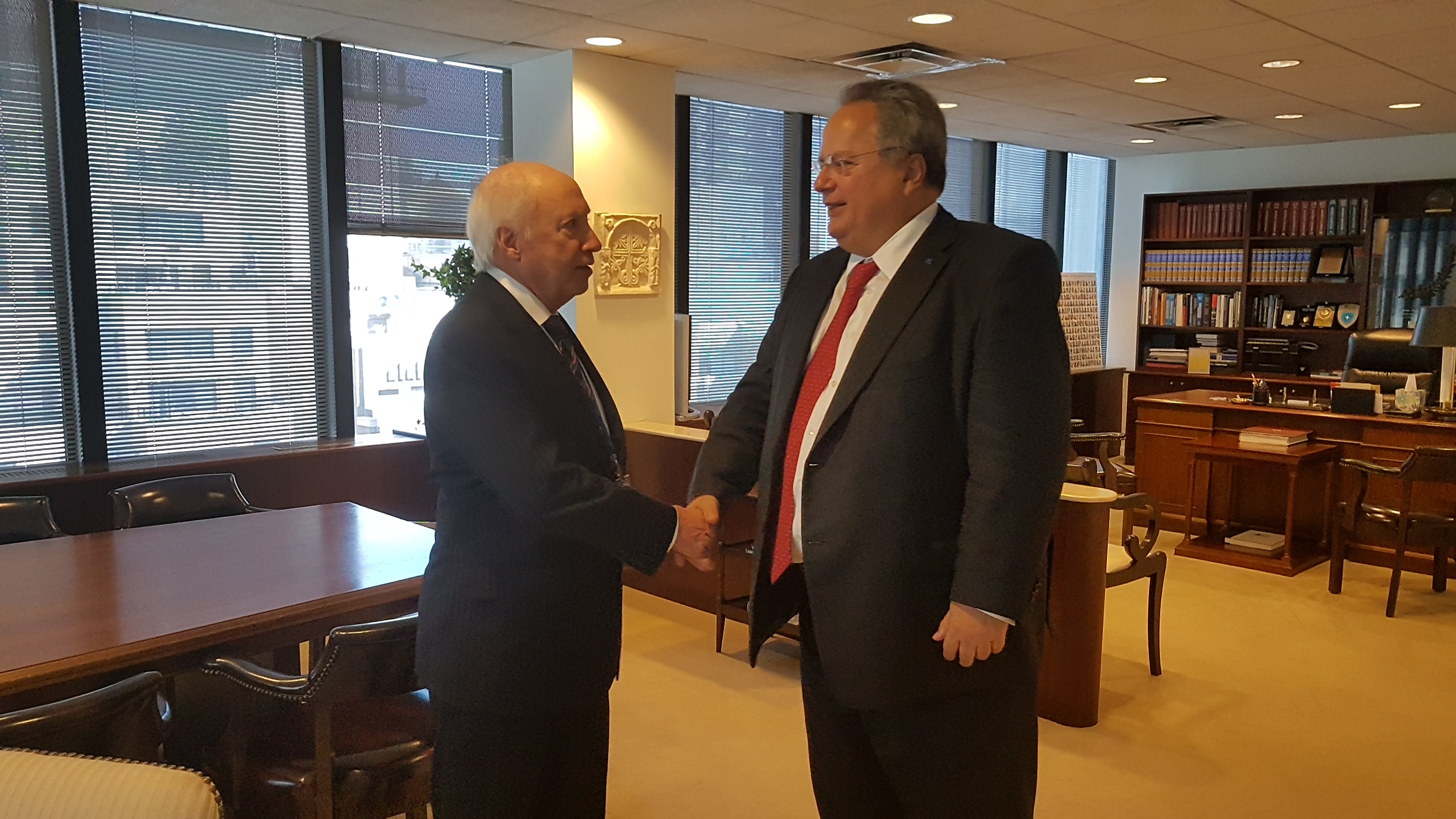
Мэтью Нимиц и министр иностранных дел Греции Никос Кодзиас (Нью-Йорк, США, 2016)

В 1994—1995 годах — специальный посланник президента США Билла Клинтона для выполнения миссии посредничества в урегулировании спора об именовании Македонии (см. также Македонский вопрос). Кульминацией усилий Нимица явилось подписание 13 сентября 1995 года временного соглашения между Грецией и Республикой Македония в рамках ООН, благодаря чему были разрешены некоторые конфликтные моменты между двумя странами.
В 2007 году губернатор Нью-Йорка Элиот Спитцер вновь назначил Нимица комиссаром Портового управления Нью-Йорка, однако с его уходом в отставку в 2008 году последний так и не был утверждён Сенатом штата.